# Jamie Salmon
James Lionel Broome Salmon, detto Jamie (Hong Kong, 16 ottobre 1959), è un giornalista e procuratore sportivo britannico, in precedenza rugbista a 15 internazionale nel ruolo di tre quarti centro sia per la Nuova Zelanda che per l'Inghilterra.

## Biografia
Giocatore del londinese Blackheath, fu scartato a 18 anni nella selezione di contea del Kent e si trasferì in Nuova Zelanda, dove fu ingaggiato dalla rappresentativa provinciale del Wellington.
Dopo tre anni divenne idoneo alla chiamata per la rappresentativa della Nuova Zelanda, alla quale rispose esordendo nell'ottobre 1981 a Bucarest contro la Romania durante il tour di quell'anno, nel corso del quale disputò anche due test match contro la Francia.
Nel 1983 tornò nel Regno Unito e fu ingaggiato dagli Harlequins; nel 1985 fu convocato per l'Inghilterra divenendo così il primo, e finora l'unico, giocatore ad avere vestito la maglia di entrambe le Nazionali nonché il primo inglese in assoluto ad avere vestito la maglia della Nuova Zelanda: dopo di lui John Gallagher, che come Salmon disputò la Coppa del Mondo di rugby 1987 sebbene per gli All Blacks.
Terminata l'attività fu allenatore degli Harlequins per circa un biennio, poi nel 1992 divenne team manager del club.
Salmon svolge l'attività di giornalista sportivo, cura una colonna sul Daily Telegraph, è commentatore televisivo e occasionalmente conferenziere.